# Pilum

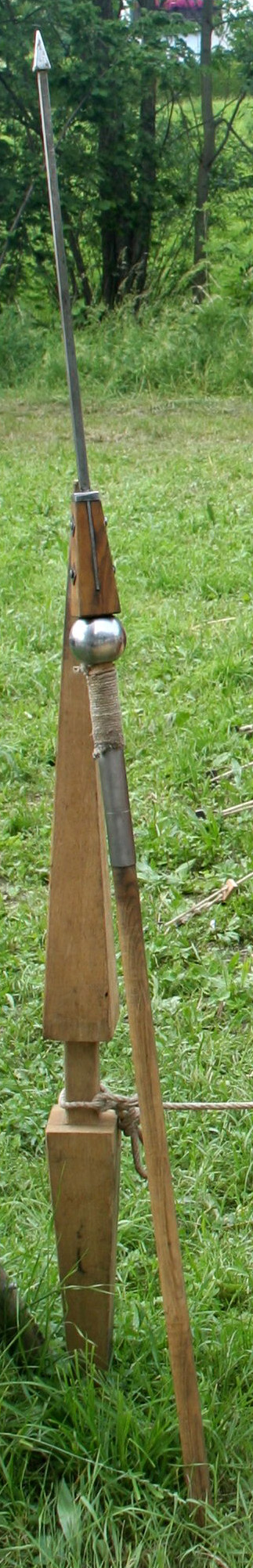
Rzymskie pilum większe

Pilum (łac. oszczep, liczba mnoga pila) – oszczep, najprawdopodobniej pochodzenia etruskiego lub samnickiego, udoskonalony i używany przez Rzymian w całym okresie istnienia państwa rzymskiego. 
Na początku republiki rzymskiej legioniści pierwszej (hastati) i drugiej (principes) linii manipułów w legionie byli wyposażeni w dwa pila: większe, określane pilum eminus („pilum z daleka”) oraz mniejsze, zwane z kolei pilum comminus („pilum z bliska”). Po reformie Gajusza Mariusza ujednoliconą wersję pilum posiadali wszyscy legioniści, ale w dalszym ciągu w dwóch egzemplarzach.

## Pilum większe
Pilum większe (ciężkie) miało długość około 2,1 metra, z czego około 70 centymetrów przypadało na żeleźce, a reszta na drzewce. Niewielki hartowany sztych osadzony na długiej niehartowanej szyjce miał kształt stożka lub piramidki, a czasem haka (pilum hamatum). Długa miękka szyjka grota umożliwiała po przebiciu tarczy wbicie się sztychu w korpus przeciwnika raniąc go lub zabijając. Wyjątkowość pilum tkwiła w sposobie łączenia części metalowej i drewnianej. Grot mocowano za pomocą żelaznego nitu przechodzącego przez podłużny otwór trzonu grota i drewnianego sztyftu przechodzącego przez okrągły dokładnie spasowany drugi otwór płaskiego trzonu grota, który podczas uderzenia łamał się, powodując przesunięcie i dodatkowe uderzenie części drewnianej w trzon grota. Zwiększało to jego siłę przebicia i sprawiało, że pilum nawet po chybieniu było nieprzydatne do efektywnego wykorzystania przez wroga. 
Po trafieniu w cel (na przykład w tarczę), nawet gdy nie został przebity, długa szyjka grota oszczepu łatwo się wyginała, ale nie łamała, krępując ruchy, niekiedy zmuszając wroga do odrzucenia tarczy. Ostrze w kształcie piramidki, czasem z zadziorami, utrudniało wyrwanie pilum po trafieniu. Skuteczny zasięg rzutu pilum wynosił około 20–30 metrów. Dodatkowy balast z ołowiu lub lanego brązu znacznie zwiększał siłę przebicia pilum w wersji ciężkiej. Istniały w różnych okresach trzy rodzaje pilum: lekkie (około półkilogramowe), średnie (kilogramowe) i ciężkie z balastem w formie kuli ołowianej (około 2 kilogramów). Pojawiły się one w odpowiedzi na coraz mocniejsze tarcze, do przebijania których zostały skonstruowane. Był to naturalny wynik wyścigu zbrojeń.

## Pilum mniejsze
Pilum mniejsze (lekkie) nie przekraczało 2 metrów długości i ciężaru pół kilograma, a zatem jego zasięg był nieco większy, przez co podczas bitwy było ono najpierw wyrzucane przez żołnierza. Z czasem całkowicie zrezygnowano z pilum lekkiego, jako zbyt mało skutecznego. Pozostało tylko pilum średnie, zastąpione z czasem przez pilum ciężkie. Pilum ciężkie uwiecznione zostało na płaskorzeźbie na Kolumnie Trajana w Rzymie.
Pila były używane także w bitwach morskich i w starciach ze słoniami bojowymi.